# Kuymak

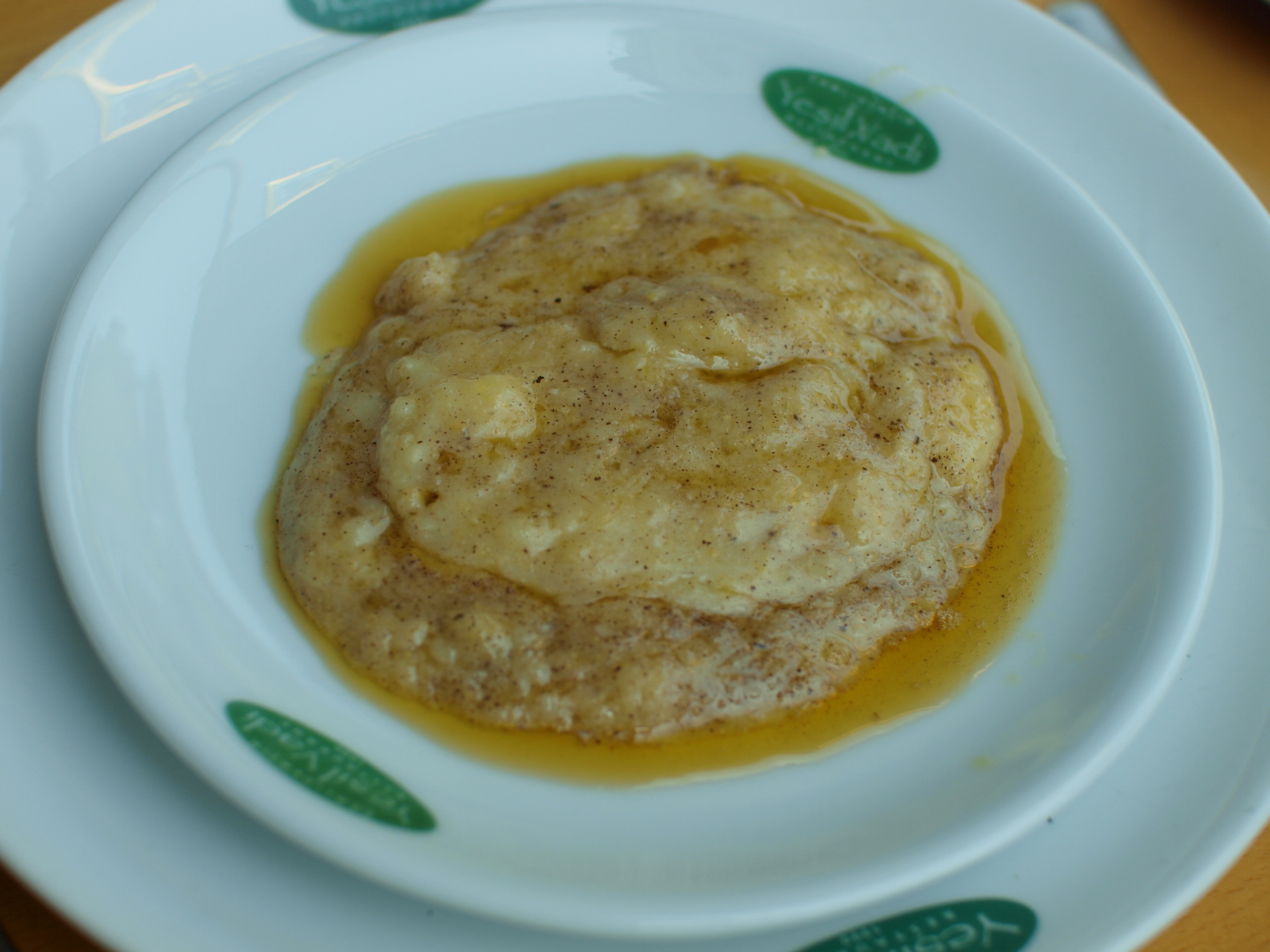

Kuymak o Muhlama es un plato en la cocina turca que se hace a base de harina de maíz, mantequilla, y un queso local, especial para este uso. Es más común en la Región del Mar Negro.

## Preparación y consumo
Este plato se prepara mezclando la harina de maíz con un tipo de queso local llamado "tel peynir" o "telli peynir" y cocinando todo con abundante "mantequilla de Trebisonda" hasta que el maíz esté cocido y tanto el queso como la mantequilla estén derretidas. Una paila de cobre con dos asas, llamado "sahan", se utiliza tanto para cocinar el kuymak como para servirlo caliente en la mesa.
En la región del Mar Negro, kuymak o muhlama muchas veces es consumido en desayunos dominicales. En cambio, en las grandes ciudades de Turquía, se come como un entrante en los restaurantes de pescados y mariscos, como una especialidad de este tipo de restauradores, especialmente los que representan la gastronomía del Mar Negro.